# Mihai Gavrilă
Mihai Gavrilă (n. 10 octombrie 1929, Cluj, România) este un fizician român stabilit în străinătate, profesor universitar, membru corespondent al Academiei Române (din 1974). A adus contribuții fundamentale la studiul teoretic al interacției sistemelor atomice cu radiația electromagnetică. Este considerat un continuator al școlii românești de fizică cuantică fondată de Șerban Țițeica.

## Biografie
Mihai Gavrilă s-a născut la 10 octombrie 1929, la Cluj, ca fiu al doctorului Ion Gavrilă și al soției sale Florica (n. Vișoiu), ambii profesori (de medicină, respectiv engleză) la Universitatea de Medicină din Cluj. A început studiile liceale la Liceul „Gheorghe Lazăr” din Sibiu, terminându-le la Seminarul Pedagogic Universitar al Universității din Cluj.
În 1948 s-a înscris la Facultatea de Matematică și Fizică a Universității din București, absolvind în 1953 secția de fizică, specialitatea radiotehnică. Student fiind, a fost încadrat ca asistent de cercetare la laboratorul de optică al profesorului Eugen Bădărău (1951–1953). În 1953 a fost admis aspirant cu frecvență la Universitatea din București, sub îndrumarea profesorului Șerban Țițeica. Și-a susținut în 1958 teza de doctorat cu titlul Teoria efectului fotoelectric relativist, care va deveni primul articol din România publicat in extenso în Physical Review.
Numit lector (1956) la Catedra de termodinamică, fizică statistică și mecanică cuantică a Universității din București, a devenit conferențiar (1962) și apoi profesor (1968). Și-a desfășurat activitatea științifică la catedră, antrenând în proiectele inițiate de el pe colegii mai tineri, precum și în cadrul unor vizite și stagii efectuate la centre științifice de prestigiu: Joint Institute for Nuclear Research, JINR (Dubna); Joint Institute for Laboratory Astrophysics, JILA (Boulder, Colorado); International Centre for Theoretical Physics, ICTP (Trieste); University of Pittsburgh, Pitt (Pittsburgh, Pennsylvania). În 1974 a fost ales membru corespondent al Academiei Române.
Sporirea îndoctrinării comuniste și discriminarea politică în Universitatea din București l-au determinat pe Mihai Gavrilă, care nu era membru al Partidului Comunist și refuzase orice înregimentare politică, să părăsească țara în toamna anului 1974. În perioada de tranziție care a urmat a fost profesor invitat la Norwegian University of Science and Technology, NTNU (Trondheim) și Royal Institute of Technology, KTH (Stockholm). În 1975 s-a stabilit la FOM Institute for Atomic and Molecular Physics, AMOLF (Amsterdam), unde a devenit liderul unui grup de teorie, lucrând fără întrerupere până în 1992 iar după aceea intermitent. În 1992 a devenit senior scientist la Institute of Theoretical Atomic, Molecular and Optical Physics (ITAMP) de la Harvard–Smithsonian Center for Astrophysics, CfA (Cambridge, Massachusetts).
Și-a revăzut țara în 1990, după prăbușirea dictaturii comuniste. În anii care au urmat a revenit frecvent în România, contribuind la reașezarea și dezvoltarea fizicii românești. A reluat colaborări întrerupte cu fizicieni români și a inițiat noi colaborări, concretizate în publicații de succes și teze de doctorat. A ținut prelegeri cu un larg auditoriu, a participat la conferințe naționale și internaționale, a sprijinit tineri fizicieni cu aptitudini de cercetător să obțină burse în Olanda și SUA.

## Activitate didactică
A predat timp de doi ani (1956–1958) cursul general de Teoria radiației termice, mecanică statistică și teorie cinetică.
Numele său rămâne legat de cursul general de Mecanică cuantică, de două semestre, pe care l-a predat practic tuturor seriilor de studenți fizicieni în intervalul 1957–1974. Cursul dezvolta teoria ondulatorie a lui Schrödinger, apoi exploata baza axiomatică a mecanicii cuantice pentru a expune metodele ei generale; principiile fundamentale ale teoriei erau ilustrate prin exemple utile pentru capitole de fizică cuantică ulterioare. Predat riguros și atractiv în același timp, cursul sublinia natura probabilistă a legilor fizicii la scară atomică, o idee pe care școala Țițeica a susținut-o consecvent. Exercițiile de seminar consolidau cunoștințele de matematică ale studenților și stimulau capacitatea lor de a rezolva probleme în mod independent. Examenul final era foarte exigent.
În anii '60, a depus eforturi pentru dezvoltarea secției de specializare în fizică teoretică. Cursul său de două semestre, de nivel avansat, despre Reprezentările grupurilor și aplicațiile lor în fizică (1962–1972) trata amănunțit grupul rotațiilor și grupul Lorentz, grupurile SU(2) și SU(3). Sunt de amintit și elegantele lecții de Teorie cuantică avansată (1971–1973).

## Cercetare științifică

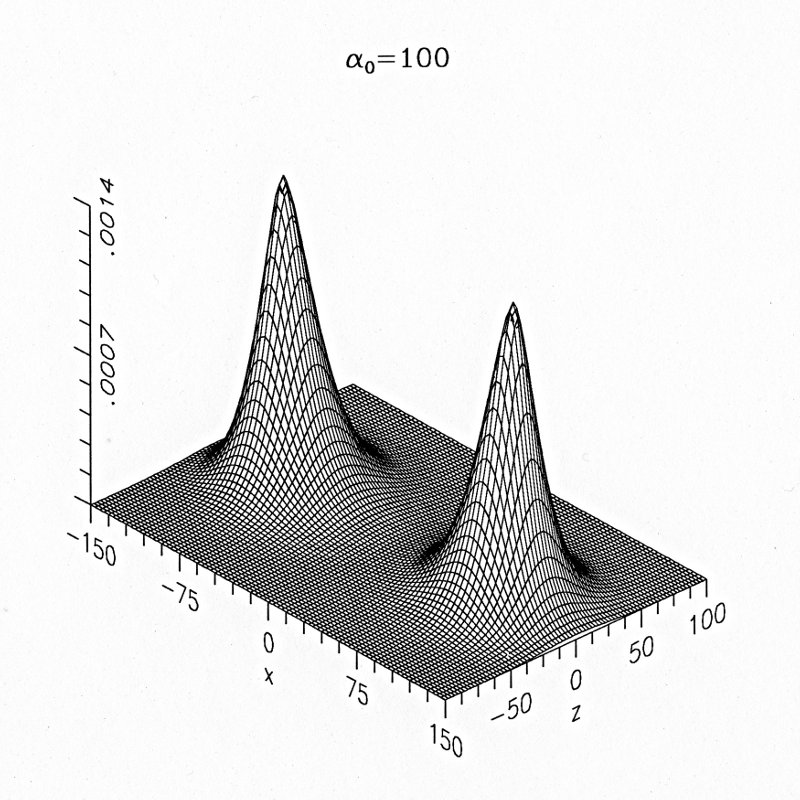
Dihotomie atomică. Funcția de undă a hidrogenului atomic într-un câmp laser supraintens de înaltă frecvență, pentru un plan care trece prin axa câmpului; α_{0} = I^{1/2}ω^{-2}, unde I este intensitatea și ω frecvența în unități atomice.

### Tranziții radiative atomice din păturile interioare
Cercetările asupra efectului fotoelectric relativist din păturile electronice interioare ale atomilor, inițiate odată cu teza de doctorat (1958), au fost completate ulterior (1977) prin calculul corecțiilor radiative.
Cercetările asupra proceselor atomice cu doi fotoni au început cu evaluarea nerelativistă, în aproximația dipolară electrică, a amplitudinii de împrăștiere elastică a fotonilor de atomul de hidrogen în starea fundamentală. Calculul nerelativist a fost extins pentru a include retardarea, conducând la descrierea nerelativistă completă a împrăștierii Compton de un electron atomic din pătura K. Aproximația dipolară a fost apoi folosită în studiul împrăștierii Compton din pătura L. Rezultatele acestor lucrări (printre care confirmarea existenței unei divergențe infraroșii, prevăzută de electrodinamica cuantică, și punerea în evidență a unei rezonanțe în spectrul fotonului împrăștiat) au generat un interes teoretic și experimental considerabil. Studiul împrăștierilor relativiste Rayleigh și Compton din pătura K în limita energiilor mari ale fotonului incident a prilejuit și discutarea conexiunilor cu efectul fotoelectric (teorema optică și corecțiile radiative).

### Interacțiuni laser-atom
Acest domeniu a fost abordat (1976) în legătură cu experimentele efectuate la AMOLF de grupul Marnix van der Wiel; inițial, interesul s-a îndreptat către tranzițiile multifotonice tratate prin metode perturbative. Odată cu posibilitatea realizării experimentale a unor intensități laser extrem de înalte, Gavrilă și colaboratorii au trecut la metode neperturbative (1984), bazate pe așa-numita High-Intensity High-Frequency Floquet Theory (HI-HFFT). Aplicarea acestor metode, la intensități arbitrare dar pentru frecvențe laser mai înalte decât frecvențele tipice de legare a electronului în atomi, a dus la descoperirea unor efecte neașteptate. Într-un câmp cu polarizare liniară, atomul de hidrogen prezintă fenomenul de dihotomie atomică: distribuția de sarcină electrică, sferic simetrică în starea fundamentală neperturbată, se scindează în doi lobi de sarcină separați atunci când ea oscilează antrenată de câmpul laser. Într-un câmp cu polarizare circulară, distribuția de sarcină ia forma unui tor cu axa de simetrie orientată după vectorul de propagare și trecând prin centrul atomului neperturbat. Pentru atomii cu doi electroni, ca H–, se prevede o distorsiune puternică și apariția unor noi stări legate, induse de câmpul laser, așa-numitele light-induced excited states. În prezența câmpului laser apar fenomene exotice (a căror existență este imposibilă în absența câmpului): un proton poate lega mai mult de doi electroni, creându-se ioni negativi de hidrogen cu sarcină multiplă, relativ stabili. Sunt de așteptat și noi proprietăți ale moleculelor. În câmpuri superintense probabilitatea de ionizare a atomului este modificată în mod contraintuitiv, ducând la efectul de stabilizare atomică: cu cât câmpul laser este mai intens, cu atât ionizarea este mai slabă. Acest efect, prezis teoretic în 1989, a generat un larg interes și a fost verificat în experimente efectuate la AMOLF în anii care au urmat.

## Management științific
A făcut parte din comitetele de organizare sau de program ale unor conferințe internaționale de fizică: International Conference on Atomic Physics, International Conference on Photonic, Electronic, and Atomic Collisions, International Conference on Multiphoton Processes. A fost membru al comitetului de redacție la Physical Review A (1991–1993) și referent pentru peste 200 de articole prezentate la Physical Review A, Journal of Physics B și alte reviste. A participat la numeroase proiecte finanțate de Comunitatea Europeană și Stichting FOM. În proiectul Atoms in Superintense, Femtosecond Pulses, al cărui coordonator a fost, patru laboratoare experimentale și teoretice din Franța, Olanda și Belgia au colaborat la construirea unui laser superintens la Laboratoire d'Optique Appliquée (Palaiseau, Franța); a fost cea mai substanțială finanțare acordată de CE până în acel moment (aproximativ un milion de euro), iar proiectul a fost îndeplinit cu succes.